# ISO 3166-2:ML
ISO 3166-2:ML is een ISO-standaard met betrekking tot de zogenaamde geocodes. Het is een subset van de ISO 3166-2 tabel, die specifiek betrekking heeft op Mali.
De gegevens werden tot op 23 november 2017 geüpdatet op het ISO Online Browsing Platform (OBP). Hier worden 10 regio’s - region (en) / région (fr) – en 1 district - district (en) / district (fr) - gedefinieerd.
Volgens de eerste set, ISO 3166-1, staat ML voor Mali, het tweede gedeelte is een eencijferig nummer en een drieletterige code voor het district.

## Codes
| Code   | Naam       | Categorie |
| ------ | ---------- | --------- |
| ML-BKO | Bamako     | district  |
| ML-7   | Gao        | regio     |
| ML-1   | Kayes      | regio     |
| ML-8   | Kidal      | regio     |
| ML-2   | Koulikoro  | regio     |
| ML-9   | Ménaka     | regio     |
| ML-5   | Mopti      | regio     |
| ML-4   | Ségou      | regio     |
| ML-3   | Sikasso    | regio     |
| ML-10  | Taoudénit  | regio     |
| ML-6   | Tombouctou | regio     |